# Halowe Mistrzostwa Świata w Lekkoatletyce 2001 – sztafeta 4 × 400 m kobiet
Sztafeta 4 × 400 m kobiet – jedna z konkurencji rozgrywanych podczas halowych mistrzostw świata w lekkoatletyce w 2001, zmagania w niej odbyły się 11 marca.
Udział w tej konkurencji brały ekipy reprezentujące 4 państwa. Zawody wygrała ekipa z Rosji (w składzie: Julija Nosowa, Olesia Zykina, Julija Sotnikowa, Olga Kotlarowa). Drugą pozycję zajęły zawodniczki z Jamajki (w składzie: Charmaine Howell, Juliet Campbell, Catherine Scott, Sandie Richards), trzecią zaś reprezentantki Niemiec (w składzie: Claudia Marx, Birgit Rockmeier, Florence Ekpo-Umoh, Shanta Ghosh).
Sztafecie Stanów Zjednoczonych anulowano wyniki po tym, jak za stosowanie dopingu została zdyskwalifikowana Kelli White.

## Wyniki
| Miejsce | Zawodniczki                                                      | Państwo           | Wynik   | Uwagi |
| ------- | ---------------------------------------------------------------- | ----------------- | ------- | ----- |
| 01 !    | Julija Nosowa Olesia Zykina Julija Sotnikowa Olga Kotlarowa      | Rosja             | 3:30,00 | WL    |
| 02 !    | Charmaine Howell Juliet Campbell Catherine Scott Sandie Richards | Jamajka           | 3:30,79 |       |
| 03 !    | Claudia Marx Birgit Rockmeier Florence Ekpo-Umoh Shanta Ghosh    | Niemcy            | 3:31,00 |       |
| –       | Monique Hennagan Donna Howard Kelli White Tasha Downing          | Stany Zjednoczone | 3:32,76 |       |